# Зельтерс (Таунус)
Зельтерс (нем. Selters) — община в Германии, в земле Гессен. Подчиняется административному округу Гиссен. 

Входит в состав района Лимбург-Вайльбург. 

Население составляет 8027 человек (на 31 декабря 2010 года). Занимает площадь 40,47 км².

Официальный код — 06 5 33 014.

## Сельтерская вода
В районе Нижний Зельтерс (нем. Niederselters) находится богатый минеральными солями источник, первое историческое упоминание о котором относится к 772 году.
В 1581 году врач Якоб Теодор Табернемонтанус посвятил Сельтерскому источнику 10 страниц в своей работе «Neuw Wasserschatz», что способствовало распространению его известности в Европе и открытию курортных сезонов.
В конце XVIII века получившую популярность минеральную воду начали разливать в глиняные сосуды и отправлять для продажи за рубеж — в страны Скандинавии, Россию, Африку, Северную Америку и Ост-Индию, а наносившаяся на сосуды надпись «Сельтерская вода» вскоре стала всемирно известной торговой маркой, приносившей стабильный доход сначала герцогству Нассау, затем захватившей его Пруссии (под маркой «Королевская сельтерская вода»), а впоследствии — Германии (федеральная земля Гессен).
Сосуд с «Сельтерской» до настоящего времени является одной из геральдических фигур герба посёлка Зельтерс.
В кулинарном обиходе «сельтерской» часто называли любую столовую минеральную воду, а иногда — даже газированную воду с добавлением соды, что не является правильным.